# Sydafrikas premierministre
Sydafrikas premierminister var regeringschefen i Sydafrika mellem 1910 og 1984.
Den britiske monark var statsoverhoved frem til 1961.
Statspræsidenten i Sydafrika overtog rollen efter Sydafrika trak sig ud af Commonwealth of Nations  og etablerede en republik på baggrund af en folkeafstemning i 1960.
Sydafrika havde en parlamentarisk regering fra 1910 til 1984. Premierministeren ledede regeringen.

## Sydafrikas statsministre
| Statsminister                                                       | Fra                | Til               | Parti                       |
| ------------------------------------------------------------------- | ------------------ | ----------------- | --------------------------- |
| Louis Botha (27. september 1862 – 27. august 1919)                  | 31. maj 1910       | 27. august 1919   | South African Party         |
| Jan Christiaan Smuts (24. maj 1870 – 11. september 1950)            | 3. september 1919  | 30. juni 1924     | South African Party         |
| James Barry Munnik Hertzog (3. april 1866 – 21. november 1942)      | 30. juni 1924      | 5. september 1939 | National party/United Party |
| Jan Christiaan Smuts (24. maj 1870 – 11. september 1950)            | 5. september 1939  | 4. juni 1948      | United Party                |
| Daniel François Malan (22. maj 1874 – 7. februar 1959)              | 4. juni 1948       | 30. november 1954 | National party              |
| Johannes Gerhardus Strijdom (15. juli 1893 – 24. august 1958)       | 30. november 1954  | 24. august 1958   | National party              |
| Hendrik Frensch Verwoerd (8. september 1901 – 6. september 1966)    | 2. september 1958  | 6. september 1966 | National party              |
| Balthazar Johannes Vorster (13. december 1915 – 10. september 1983) | 13. september 1966 | 9 oktober 1978    | National party              |
| Pieter Willem Botha (12. januar 1916 – 31. oktober 2006)            | 9. oktober 1978    | 3. september 1984 | National party              |

Positionen som statsminister blev afskaffet i 1984 da statspræsidenten fik udøvende magt efter at den nye konstitution blev oprettet.